# Benstonite
La benstonite è un minerale.